# Do I Love You (Indeed I Do)
Do I Love You (Indeed I Do) è un singolo del cantante statunitense Bruce Springsteen, pubblicato il 30 settembre 2022 come primo estratto dall'album Only the Strong Survive.